# Elisabet de Pallars Sobirà
Elisabet fou filla d'Hug Roger III i de Caterina Albert.
Elisabeth va viure el setge del Castell de València d'Àneu i al caure aquest, va ser lliurada com a ostatge a Barcelona, on visqué sota la vigilància dels ducs de Cardona. La memòria històrica d'Elisabet s'ha perdut i actualment hi ha escasses referències.